# هسته بالشتکی پیشین
هسته بالشتکی پیشین (انگلیسی: Anterior pulvinar nucleus) یکی از چهار هستهٔ اصلی مجموعهٔ بالشتک در تالاموس است. سه هستهٔ دیگر شامل هسته بالشتکی کناری، هسته بالشتکی میانی و هسته بالشتکی زیرین می‌باشند.

## ساختار
هستهٔ بالشتکی پیشین (قدامی) در بخش قدامی مجموعهٔ بالشتک قرار دارد و بخشی از ساختار پیچیدهٔ تالاموس را تشکیل می‌دهد. این هسته به‌عنوان یکی از اجزای مهم در پردازش اطلاعات حسی و ارتباط بین نواحی مختلف مغز نقش دارد.

## عملکرد
اگرچه عملکرد دقیق هستهٔ بالشتکی قدامی به‌طور کامل مشخص نشده است، اما به‌نظر می‌رسد که در انتقال و یکپارچه‌سازی اطلاعات حسی، به‌ویژه اطلاعات بینایی، نقش دارد. این هسته ممکن است در تنظیم توجه بصری و هماهنگی حرکات چشم نیز مؤثر باشد.

## ارتباطات
هستهٔ بالشتکی قدامی ارتباطات گسترده‌ای با نواحی مختلف قشر مغز دارد، از جمله نواحی بینایی و نواحی مرتبط با توجه و ادراک. این ارتباطات به انتقال اطلاعات حسی و تنظیم پاسخ‌های رفتاری کمک می‌کنند.

## اهمیت بالینی
آسیب به هستهٔ بالشتکی قدامی ممکن است با اختلالاتی در توجه بصری و پردازش اطلاعات حسی همراه باشد. با این حال، تحقیقات بیشتری برای درک کامل نقش بالینی این هسته مورد نیاز است.